# Canhão cársico da Ota

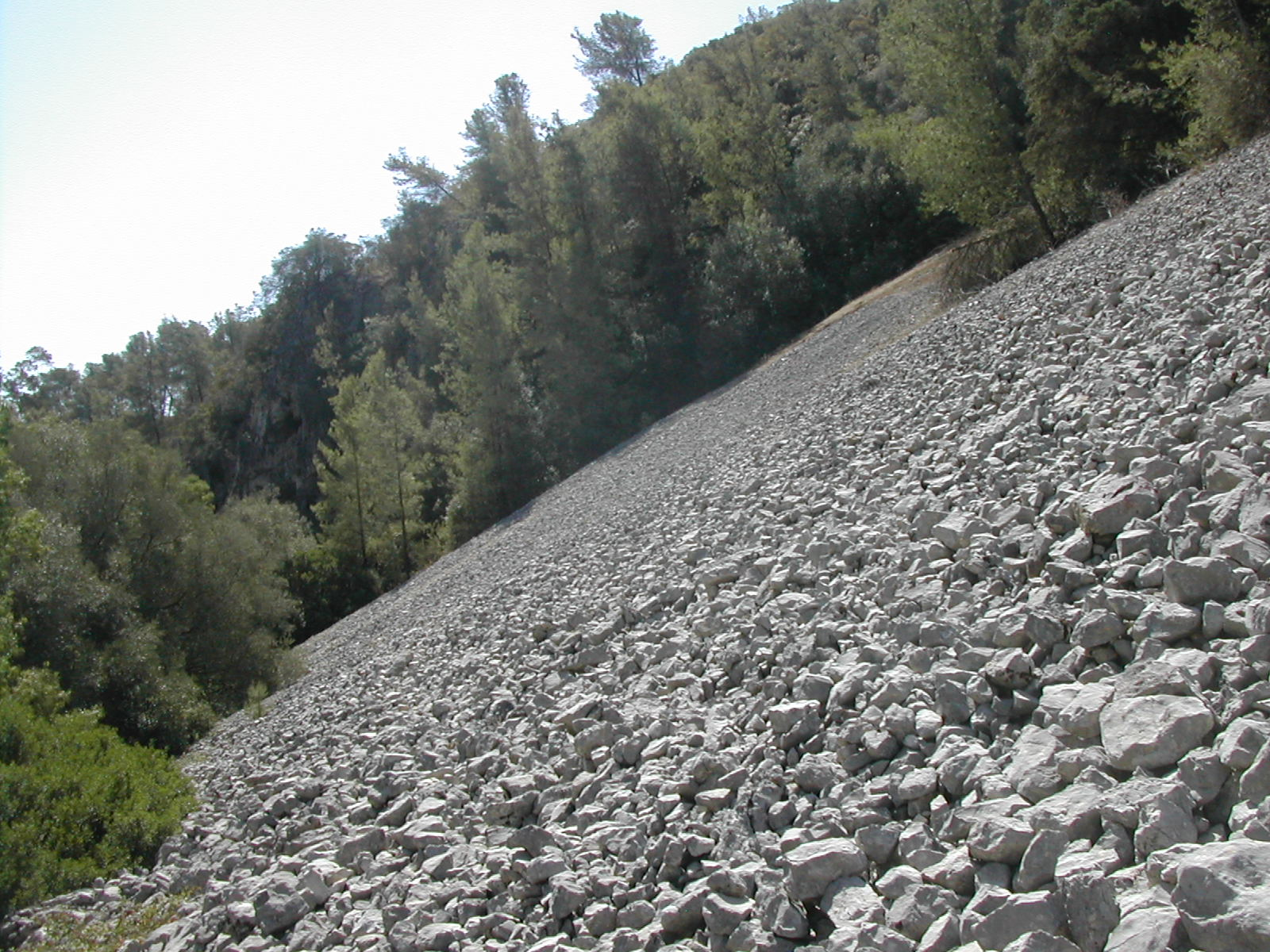
Cascalheira na vertente direita do canhão da Ota

O Canhão Cársico da Ota é um vale muito encaixado do rio da Ota a ocidente da aldeia da Ota, concelho de Alenquer.
O canhão resulta do encaixe por epigenia do curso do rio da Ota no maciço calcário que deu origem à serra da Ota. Na extremidade jusante do canhão, nos Olhos de Água da Ota, fica situada uma captação de água da EPAL, que se encontra ligada ao aqueduto do Alviela.
A integridade do canhão é ameaçada pela exploração de pedreiras na proximidade imediata do troço montante.
Todos os estudos feitos na zona, nomeadamente para a elaboração do Estudo Preliminar de Impacte Ambiental para instalação do Aeroporto em Ota, e do Plano Regional de Ordenamento do Território da Área Metropolitana de Lisboa (PROT-AML), realçam a importância do local em termos, geológicos, florísticos e faunísticos.
A Estrutura Metropolitana de Valorização e Protecção Ambiental do PROT-AML classifica o “Canhão Cársico de Ota” como “Área Nuclear para a Conservação da Natureza”, constituindo assim uma área prioritária para a conservação da natureza da Região de Lisboa que , no dizer do PROT-AML, “deve ver assegurada a sua protecção”. Classifica ainda a paisagem do Canhão Cársico da Ota como “única na região de Lisboa” e como “apresentando características geomorfológicas da maior relevância a nível nacional”.